# Balise (transport)
Pour les articles homonymes, voir Balise.

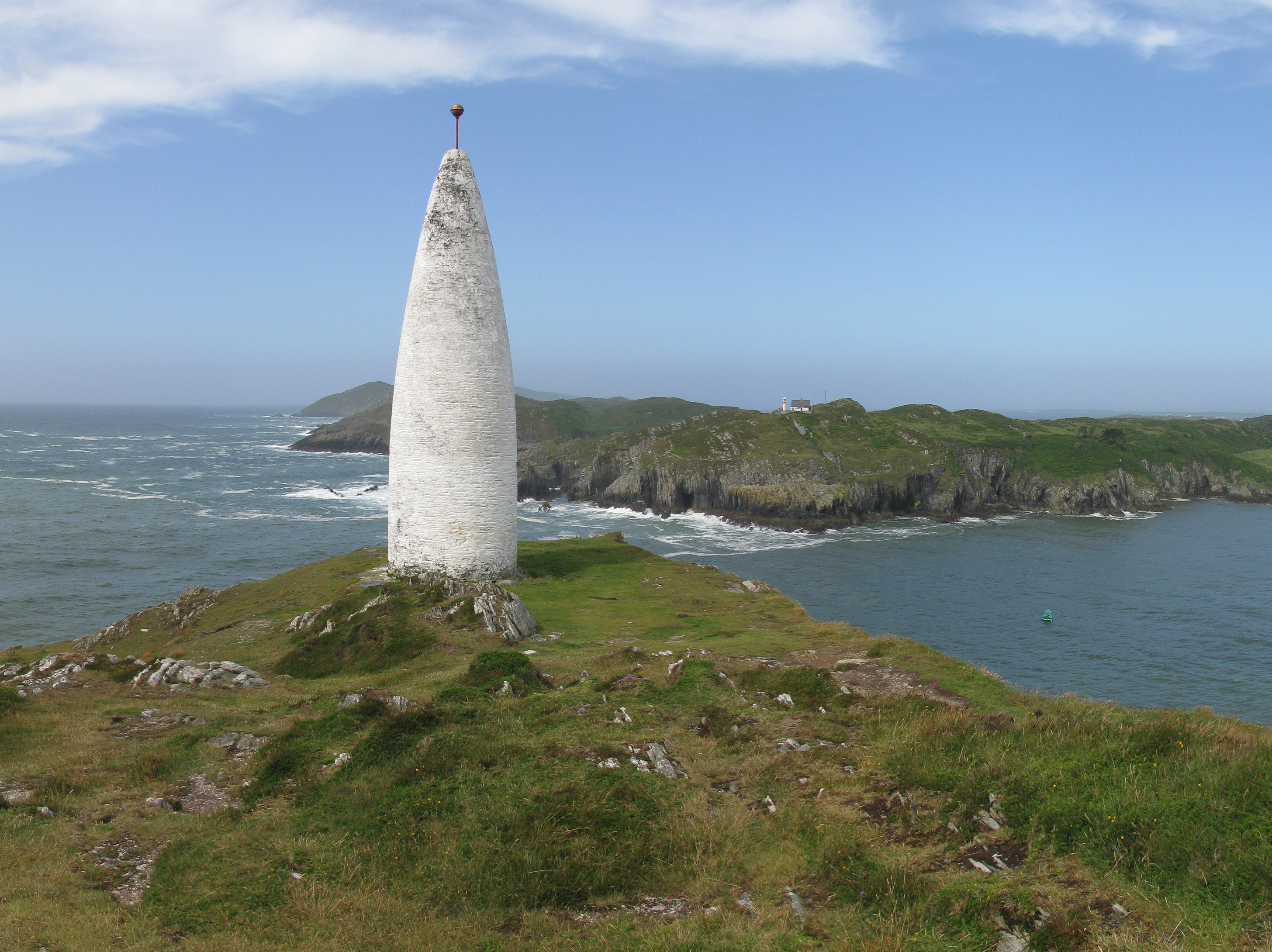
La balise Baltimore Beacon en Irlande.

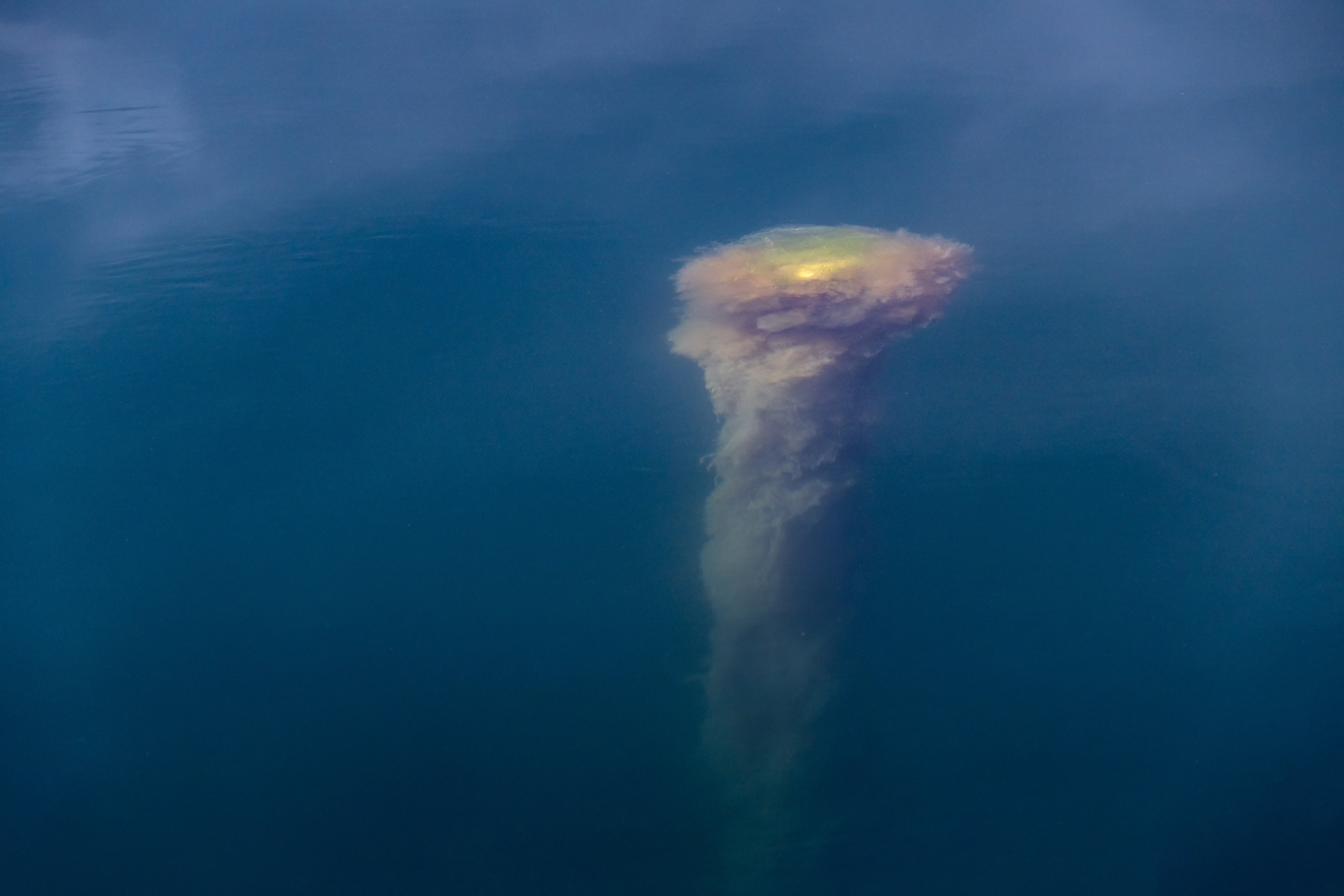
Vieille balise submergée dans un fjord de Lysekil (commune), Suède. Juin 2020.

Une balise est un dispositif conçu pour attirer l'attention sur un emplacement spécifique. Elle peut être combinée avec des indicateurs fournissant des informations importantes, en particulier dans le domaine des transports (aéronautique, maritime, routier, ferroviaire, etc.).